# Nathalie Sinclair
Nathalie Michelle Sinclair (Grenoble, 17 de outubro de 1970) é uma pesquisadora em educação matemática canadense, que detém a Canada Research Chair em Aprendizagem de Matemática Tangível na Universidade de Simon Fraser em Vancouver.

## Formação
Sinclair nasceu em Grenoble, filha de acadêmicos canadenses que estavam lá em um período sabático; cresceu em Calgary. Começou seus estudos de graduação na Universidade McGill em negócios, mas rapidamente mudou para matemática, e depois obteve um mestrado com Len Berggren na Simon Fraser sobre a história da matemática e da matemática islâmica.
Tornou-se professora de matemática e francês no ensino médio em Bowen Island. Sinclair então obteve um Ph.D. em 2002 pela Queen's University em Kingston, sob a supervisão conjunta de Peter Taylor do Departamento de Matemática e Estatística e William Higginson da Faculdade de Educação.

## Carreira

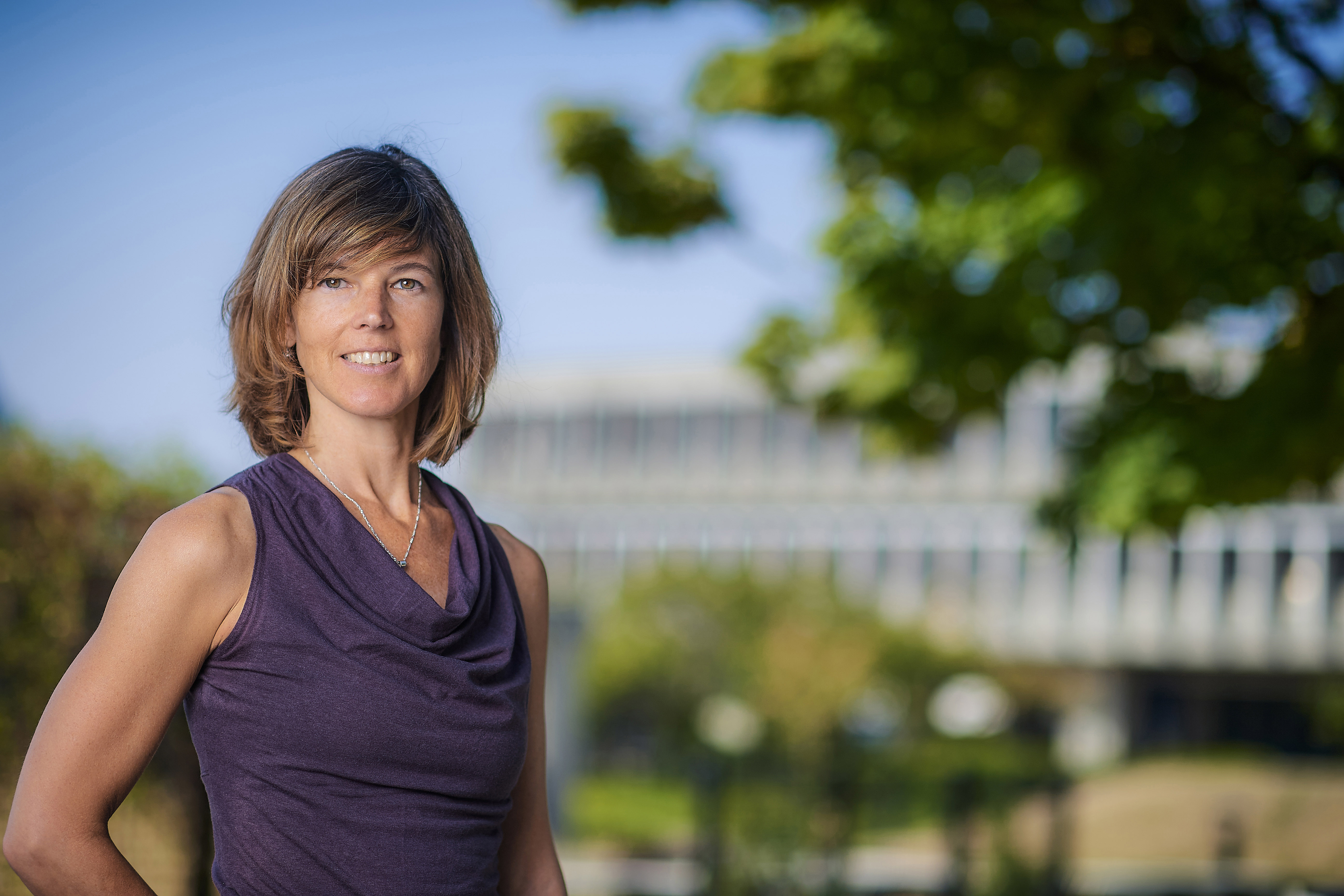
Sinclair em 2017

Em 2003 Sinclair aceitou uma nomeação conjunta na Faculdade de Ciências Naturais e na Faculdade de Educação da Universidade Estadual de Michigan.
Em 2014 Sinclair e Nicholas Jackiw desenvolveram um aplicativo matemático voltado para crianças de três a oito anos de idade. O objetivo do aplicativo é ensinar matemática às crianças através do aprendizado "prático". Dois anos depois foi nomeada Tier 2 Canada Research Chair in Tangible Mathematics Learning.
Em março de 2017 Sinclair foi nomeada Canada's Mathematics Ambassador by Partners in Research por suas contribuições ao campo da matemática. Mais tarde naquele ano Sinclair foi eleita membro do College of New Scholars, Artists and Scientists da Sociedade Real do Canadá. Em 2019 Sinclair recebeu o Svend Pedersen Lecture Award.

## Publicações selecionadas
- Sinclair, Nathalie; Yurita, Violeta (Setembro 2008), «To be or to become: how dynamic geometry changes discourse», Research in Mathematics Education, 10 (2): 135–150, doi:10.1080/14794800802233670. Winner of the Janet Duffin Award for the best paper of the year in Research in Mathematics Education.[11]
- de Freitas, Elizabeth; Sinclair, Nathalie (2014), Mathematics and the Body: Material Entanglements in the Classroom, ISBN 9781107039483, Learning in Doing: Social, Cognitive and Computational Perspectives, Cambridge University Press.[12] Honourable Mention for Innovations in Curriculum Studies, American Educational Research Association, 2015.[13]